# Eleições legislativas portuguesas de 2019 no distrito de Évora
| Eleições legislativas portuguesas de 2019 Distritos: Aveiro \| Beja \| Braga \| Bragança \| Castelo Branco \| Coimbra \| Évora \| Faro \| Guarda \| Leiria \| Lisboa \| Portalegre \| Porto \| Santarém \| Setúbal \| Viana do Castelo \| Vila Real \| Viseu \| Açores \| Madeira \| Estrangeiro |

## Resultados por concelho
Os resultados nos concelhos do Distrito de Évora foram os seguintes:

### Alandroal
| Partido                 | Partido                                         | Votos | %               | +/-  |
| ----------------------- | ----------------------------------------------- | ----- | --------------- | ---- |
|                         | Partido Socialista                              | 1 211 | 48,48 / 100,00  | 4,14 |
|                         | CDU - Coligação Democrática Unitária            | 521   | 20,86 / 100,00  | 4,60 |
|                         | Partido Social Democrata                        | 254   | 10,17 / 100,00  | -    |
|                         | Bloco de Esquerda                               | 174   | 6,97 / 100,00   | 0,08 |
|                         | Nós, Cidadãos!                                  | 80    | 3,20 / 100,00   | 3,07 |
|                         | CDS – Partido Popular                           | 52    | 2,08 / 100,00   | -    |
|                         | Partido Comunista dos Trabalhadores Portugueses | 36    | 1,44 / 100,00   | 0,90 |
|                         | CHEGA!                                          | 32    | 1,28 / 100,00   | Novo |
|                         | Outros (com menos de 1,00%)                     | 80    | 3,20 / 100,00   |      |
| Votos Inválidos         | Votos Inválidos                                 | 58    | 2,32 / 100,00   | 0,40 |
| Total                   | Total                                           | 2 498 | 100,00 / 100,00 |      |
| Eleitorado/Participação | Eleitorado/Participação                         | 4 616 | 54,12 / 100,00  | 8,76 |

| Freguesia                                         | %     | %     | %     | %    | %    | %    | %    | %    | Votantes |
| Freguesia                                         | PS    | CDU   | PSD   | BE   | NC!  | CDS  | PCTP | CH   | Votantes |
| ------------------------------------------------- | ----- | ----- | ----- | ---- | ---- | ---- | ---- | ---- | -------- |
| Capelins (Santo António)                          | 48,73 | 22,84 | 12,69 | 3,55 | 2,54 | 1,02 | 3,05 | 0,51 | 197      |
| N.S. da Conceição, São Brás dos Matos e Juromenha | 43,17 | 17,88 | 14,29 | 8,94 | 4,11 | 2,98 | 0,92 | 1,34 | 973      |
| Santiago Maior                                    | 52,87 | 25,86 | 5,01  | 5,84 | 2,40 | 0,94 | 1,77 | 1,46 | 959      |
| Terena (São Pedro)                                | 50,95 | 14,63 | 11,38 | 6,50 | 3,25 | 3,25 | 1,08 | 1,08 | 369      |
| Alandroal                                         | 48,48 | 20,86 | 10,17 | 6,97 | 3,20 | 2,08 | 1,44 | 1,28 | 2 498    |

### Arraiolos
| Partido                 | Partido                                         | Votos | %               | +/-  |
| ----------------------- | ----------------------------------------------- | ----- | --------------- | ---- |
|                         | Partido Socialista                              | 1 201 | 33,03 / 100,00  | 0,18 |
|                         | CDU - Coligação Democrática Unitária            | 1 156 | 31,79 / 100,00  | 2,07 |
|                         | Partido Social Democrata                        | 458   | 12,60 / 100,00  | -    |
|                         | Bloco de Esquerda                               | 290   | 7,98 / 100,00   | 0,92 |
|                         | CDS – Partido Popular                           | 80    | 2,20 / 100,00   | -    |
|                         | Partido Comunista dos Trabalhadores Portugueses | 65    | 1,79 / 100,00   | 0,16 |
|                         | Pessoas–Animais–Natureza                        | 64    | 1,76 / 100,00   | 0,72 |
|                         | CHEGA!                                          | 47    | 1,29 / 100,00   | Novo |
|                         | Outros (com menos de 1,00%)                     | 118   | 3,25 / 100,00   |      |
| Votos Inválidos         | Votos Inválidos                                 | 157   | 4,32 / 100,00   | 0,81 |
| Total                   | Total                                           | 3 636 | 100,00 / 100,00 |      |
| Eleitorado/Participação | Eleitorado/Participação                         | 5 912 | 61,50 / 100,00  | 4,75 |

| Freguesia                  | %     | %     | %     | %    | %    | %    | %    | %    | Votantes |
| Freguesia                  | PS    | CDU   | PSD   | BE   | CDS  | PCTP | PAN  | CH   | Votantes |
| -------------------------- | ----- | ----- | ----- | ---- | ---- | ---- | ---- | ---- | -------- |
| Arraiolos                  | 30,87 | 34,04 | 11,28 | 8,65 | 1,92 | 1,42 | 2,03 | 1,48 | 1 827    |
| Gafanhoeira e Sabugueiro   | 32,84 | 41,74 | 9,75  | 4,03 | 1,06 | 2,33 | 1,48 | 0,85 | 472      |
| Igrejinha                  | 40,79 | 25,05 | 9,94  | 9,73 | 2,90 | 1,24 | 1,45 | 1,45 | 483      |
| São Gregório e Santa Justa | 28,74 | 37,25 | 14,57 | 6,48 | 2,43 | 3,64 | 2,43 | 1,21 | 247      |
| Vimieiro                   | 35,26 | 20,43 | 20,10 | 8,24 | 3,29 | 2,14 | 1,15 | 0,99 | 607      |
| Arraiolos                  | 33,03 | 31,79 | 12,60 | 7,98 | 2,20 | 1,79 | 1,76 | 1,29 | 3 636    |

### Borba
| Partido                 | Partido                                         | Votos | %               | +/-  |
| ----------------------- | ----------------------------------------------- | ----- | --------------- | ---- |
|                         | Partido Socialista                              | 1 532 | 46,45 / 100,00  | 0,32 |
|                         | Partido Social Democrata                        | 532   | 16,13 / 100,00  | -    |
|                         | CDU - Coligação Democrática Unitária            | 417   | 12,64 / 100,00  | 0,63 |
|                         | Bloco de Esquerda                               | 386   | 11,70 / 100,00  | 1,33 |
|                         | CDS – Partido Popular                           | 80    | 2,43 / 100,00   | -    |
|                         | CHEGA!                                          | 64    | 1,94 / 100,00   | Novo |
|                         | Partido Comunista dos Trabalhadores Portugueses | 40    | 1,21 / 100,00   | 0,32 |
|                         | Pessoas–Animais–Natureza                        | 39    | 1,18 / 100,00   | 0,35 |
|                         | Outros (com menos de 1,00%)                     | 95    | 2,88 / 100,00   |      |
| Votos Inválidos         | Votos Inválidos                                 | 113   | 3,43 / 100,00   | 0,69 |
| Total                   | Total                                           | 3 298 | 100,00 / 100,00 |      |
| Eleitorado/Participação | Eleitorado/Participação                         | 5 971 | 55,23 / 100,00  | 7,31 |

| Freguesia              | %     | %     | %     | %     | %    | %    | %    | %    | Votantes |
| Freguesia              | PS    | PSD   | CDU   | BE    | CDS  | CH   | PCTP | PAN  | Votantes |
| ---------------------- | ----- | ----- | ----- | ----- | ---- | ---- | ---- | ---- | -------- |
| Borba (Matriz)         | 45,19 | 18,49 | 11,91 | 10,92 | 2,35 | 2,17 | 1,12 | 1,35 | 1 704    |
| Borba (São Bartolomeu) | 45,13 | 17,11 | 14,45 | 9,14  | 3,54 | 2,36 | 1,77 | 2,06 | 339      |
| Orada                  | 50,65 | 9,09  | 15,26 | 12,99 | 0,97 | 0,97 | 0,97 | 0,65 | 308      |
| Rio de Moinhos         | 47,84 | 13,83 | 12,46 | 13,62 | 2,64 | 1,69 | 1,27 | 0,74 | 947      |
| Borba                  | 46,45 | 16,13 | 12,64 | 11,70 | 2,43 | 1,94 | 1,21 | 1,18 | 3 298    |

### Estremoz
| Partido                 | Partido                              | Votos  | %               | +/-  |
| ----------------------- | ------------------------------------ | ------ | --------------- | ---- |
|                         | Partido Socialista                   | 2 424  | 40,66 / 100,00  | 1,76 |
|                         | Partido Social Democrata             | 1 342  | 22,51 / 100,00  | -    |
|                         | CDU - Coligação Democrática Unitária | 611    | 10,25 / 100,00  | 2,74 |
|                         | Bloco de Esquerda                    | 532    | 8,92 / 100,00   | 0,15 |
|                         | CDS – Partido Popular                | 229    | 3,84 / 100,00   | -    |
|                         | CHEGA!                               | 198    | 3,32 / 100,00   | Novo |
|                         | Pessoas–Animais–Natureza             | 110    | 1,85 / 100,00   | 1,12 |
|                         | Outros (com menos de 1,00%)          | 277    | 4,66 / 100,00   |      |
| Votos Inválidos         | Votos Inválidos                      | 238    | 3,99 / 100,00   | 0,94 |
| Total                   | Total                                | 5 961  | 100,00 / 100,00 |      |
| Eleitorado/Participação | Eleitorado/Participação              | 11 542 | 51,65 / 100,00  | 5,89 |

| Freguesia                                          | %     | %     | %     | %     | %    | %    | %    | Votantes |
| Freguesia                                          | PS    | PSD   | CDU   | BE    | CDS  | CH   | PAN  | Votantes |
| -------------------------------------------------- | ----- | ----- | ----- | ----- | ---- | ---- | ---- | -------- |
| Ameixial (Santa Vitória e São Bento)               | 40,42 | 28,14 | 10,18 | 8,68  | 4,49 | 2,10 | 0,90 | 334      |
| Arcos                                              | 43,51 | 17,32 | 11,04 | 10,82 | 4,33 | 2,16 | 0,87 | 462      |
| Estremoz (Santa Maria e Santo André)               | 35,36 | 26,49 | 9,32  | 9,52  | 3,81 | 4,01 | 2,26 | 3 413    |
| Évora Monte                                        | 50,57 | 5,32  | 14,83 | 10,65 | 3,80 | 1,90 | 3,04 | 263      |
| Glória                                             | 53,22 | 16,74 | 9,44  | 8,15  | 2,58 | 1,72 | 2,58 | 233      |
| São Bento do Cortiço e Santo Estêvão               | 51,60 | 15,74 | 7,29  | 4,96  | 6,12 | 3,50 | 1,75 | 343      |
| São Domingos de Ana Loura                          | 42,51 | 10,78 | 23,35 | 12,57 | 1,20 | 1,80 | 1,20 | 167      |
| São Lourenço de Mamporcão e São Bento de Ana Loura | 42,67 | 20,33 | 17,00 | 6,67  | 3,00 | 0,67 | 0,33 | 300      |
| Veiros                                             | 55,61 | 17,49 | 7,17  | 5,16  | 3,59 | 4,04 | 0,67 | 446      |
| Estremoz                                           | 40,66 | 22,51 | 10,25 | 8,92  | 3,84 | 3,32 | 1,85 | 5 961    |

### Évora
| Partido                 | Partido                              | Votos  | %               | +/-  |
| ----------------------- | ------------------------------------ | ------ | --------------- | ---- |
|                         | Partido Socialista                   | 9 258  | 35,74 / 100,00  | 0,17 |
|                         | Partido Social Democrata             | 5 240  | 20,23 / 100,00  | -    |
|                         | CDU - Coligação Democrática Unitária | 3 985  | 15,38 / 100,00  | 3,30 |
|                         | Bloco de Esquerda                    | 2 766  | 10,68 / 100,00  | 0,68 |
|                         | CDS – Partido Popular                | 1 027  | 3,96 / 100,00   | -    |
|                         | Pessoas–Animais–Natureza             | 655    | 2,53 / 100,00   | 1,41 |
|                         | CHEGA!                               | 629    | 2,43 / 100,00   | Novo |
|                         | Outros (com menos de 1,00%)          | 1 365  | 5,27 / 100,00   |      |
| Votos Inválidos         | Votos Inválidos                      | 979    | 3,78 / 100,00   | 0,66 |
| Total                   | Total                                | 25 904 | 100,00 / 100,00 |      |
| Eleitorado/Participação | Eleitorado/Participação              | 47 159 | 54,93 / 100,00  | 5,62 |

| Freguesia                                   | %     | %     | %     | %     | %    | %    | %    | Votantes |
| Freguesia                                   | PS    | PSD   | CDU   | BE    | CDS  | PAN  | CH   | Votantes |
| ------------------------------------------- | ----- | ----- | ----- | ----- | ---- | ---- | ---- | -------- |
| Bacelo e Senhora da Saúde                   | 36,37 | 20,46 | 14,70 | 10,90 | 3,84 | 2,55 | 2,38 | 8 641    |
| Canaviais                                   | 36,84 | 16,21 | 16,14 | 10,89 | 4,36 | 2,50 | 2,75 | 1 561    |
| Évora                                       | 29,55 | 26,03 | 13,63 | 10,07 | 6,84 | 3,23 | 1,20 | 2 413    |
| Malagueira e Horta das Figueiras            | 34,08 | 21,65 | 13,93 | 11,76 | 3,65 | 2,66 | 2,80 | 9 913    |
| N.S. da Tourega e N.S. de Guadalupe         | 39,16 | 8,45  | 25,72 | 9,40  | 4,22 | 2,30 | 2,11 | 521      |
| Nossa Senhora da Graça do Divor             | 33,88 | 6,53  | 38,37 | 8,57  | 1,63 | 2,04 | 2,45 | 245      |
| Nossa Senhora de Machede                    | 40,72 | 11,60 | 24,68 | 7,38  | 3,16 | 1,48 | 3,16 | 474      |
| São Sebastião da Giesteira e N.S. da Boa Fé | 38,80 | 13,07 | 23,65 | 10,79 | 3,32 | 2,07 | 1,24 | 482      |
| São Bento do Mato                           | 41,01 | 25,05 | 11,11 | 6,87  | 2,22 | 1,41 | 2,42 | 495      |
| São Manços e São Vicente do Pigeiro         | 56,48 | 14,21 | 16,34 | 2,84  | 2,66 | 0,89 | 1,60 | 563      |
| São Miguel de Machede                       | 37,68 | 13,62 | 23,77 | 7,25  | 2,61 | 1,74 | 3,19 | 345      |
| Torre de Coelheiros                         | 52,19 | 6,37  | 25,90 | 5,18  | 3,19 | 0,80 | 1,20 | 251      |
| Évora                                       | 35,74 | 20,23 | 15,38 | 10,68 | 3,96 | 2,53 | 2,43 | 25 904   |

### Montemor-o-Novo
| Partido                 | Partido                                         | Votos  | %               | +/-  |
| ----------------------- | ----------------------------------------------- | ------ | --------------- | ---- |
|                         | Partido Socialista                              | 2 963  | 35,50 / 100,00  | 4,79 |
|                         | CDU - Coligação Democrática Unitária            | 2 303  | 27,67 / 100,00  | 6,19 |
|                         | Partido Social Democrata                        | 1 214  | 14,59 / 100,00  | -    |
|                         | Bloco de Esquerda                               | 585    | 7,03 / 100,00   | 0,13 |
|                         | CDS – Partido Popular                           | 349    | 4,19 / 100,00   | -    |
|                         | Partido Comunista dos Trabalhadores Portugueses | 121    | 1,45 / 100,00   | 0,24 |
|                         | Pessoas–Animais–Natureza                        | 120    | 1,44 / 100,00   | 0,77 |
|                         | CHEGA!                                          | 99     | 1,19 / 100,00   | Novo |
|                         | Outros (com menos de 1,00%)                     | 271    | 3,26 / 100,00   |      |
| Votos Inválidos         | Votos Inválidos                                 | 298    | 3,58 / 100,00   | 0,50 |
| Total                   | Total                                           | 8 323  | 100,00 / 100,00 |      |
| Eleitorado/Participação | Eleitorado/Participação                         | 14 093 | 59,06 / 100,00  | 4,06 |

| Freguesia                               | %     | %     | %     | %    | %    | %    | %    | %    | Votantes |
| Freguesia                               | PS    | CDU   | PSD   | BE   | CDS  | PCTP | PAN  | CH   | Votantes |
| --------------------------------------- | ----- | ----- | ----- | ---- | ---- | ---- | ---- | ---- | -------- |
| Cabrela                                 | 48,15 | 21,11 | 15,56 | 5,56 | 3,33 | 2,22 | 0    | 1,11 | 270      |
| Ciborro                                 | 57,66 | 19,50 | 6,69  | 4,18 | 0,28 | 1,95 | 0,84 | 0    | 359      |
| Cortiçadas de Lavre e Lavre             | 35,57 | 30,64 | 16,55 | 5,88 | 4,24 | 1,64 | 0,55 | 0,55 | 731      |
| Foros de Vale de Figueira               | 39,40 | 32,86 | 7,77  | 7,07 | 2,30 | 1,59 | 1,94 | 0,88 | 566      |
| N.S. da Vila, N.S. do Bispo e Silveiras | 33,61 | 26,38 | 15,78 | 7,65 | 4,68 | 1,18 | 1,75 | 1,37 | 5 493    |
| Santiago do Escoural                    | 37,19 | 37,03 | 7,99  | 6,36 | 3,10 | 2,12 | 0,65 | 1,14 | 613      |
| São Cristóvão                           | 23,71 | 30,93 | 23,02 | 4,47 | 6,53 | 3,09 | 0,69 | 1,72 | 291      |
| Montemor-o-Novo                         | 35,60 | 27,67 | 14,59 | 7,03 | 4,19 | 1,45 | 1,44 | 1,19 | 8 323    |

### Mora
| Partido                 | Partido                                         | Votos | %               | +/-  |
| ----------------------- | ----------------------------------------------- | ----- | --------------- | ---- |
|                         | CDU - Coligação Democrática Unitária            | 791   | 34,66 / 100,00  | 3,86 |
|                         | Partido Socialista                              | 721   | 31,60 / 100,00  | 2,01 |
|                         | Partido Social Democrata                        | 316   | 13,85 / 100,00  | -    |
|                         | Bloco de Esquerda                               | 129   | 5,65 / 100,00   | 0,94 |
|                         | CDS – Partido Popular                           | 68    | 2,98 / 100,00   | -    |
|                         | Partido Comunista dos Trabalhadores Portugueses | 53    | 2,32 / 100,00   | 0,36 |
|                         | Pessoas–Animais–Natureza                        | 30    | 1,31 / 100,00   | 0,63 |
|                         | CHEGA!                                          | 23    | 1,01 / 100,00   | Novo |
|                         | Outros (com menos de 1,00%)                     | 67    | 2,94 / 100,00   |      |
| Votos Inválidos         | Votos Inválidos                                 | 84    | 3,69 / 100,00   | 0,95 |
| Total                   | Total                                           | 2 282 | 100,00 / 100,00 |      |
| Eleitorado/Participação | Eleitorado/Participação                         | 4 085 | 55,86 / 100,00  | 3,40 |

| Freguesia | %     | %     | %     | %    | %    | %    | %    | %    | Votantes |
| Freguesia | CDU   | PS    | PSD   | BE   | CDS  | PCTP | PAN  | CH   | Votantes |
| --------- | ----- | ----- | ----- | ---- | ---- | ---- | ---- | ---- | -------- |
| Brotas    | 41,18 | 26,47 | 15,55 | 6,30 | 1,68 | 2,52 | 0,84 | 0,84 | 238      |
| Cabeção   | 42,04 | 30,79 | 6,16  | 7,43 | 4,03 | 2,12 | 0,64 | 1,27 | 471      |
| Mora      | 32,27 | 32,36 | 15,53 | 4,75 | 2,42 | 2,24 | 1,64 | 1,21 | 1 159    |
| Pavia     | 29,23 | 33,33 | 16,91 | 5,80 | 4,11 | 2,66 | 1,45 | 0,24 | 414      |
| Mora      | 34,66 | 31,60 | 13,85 | 5,65 | 2,98 | 2,32 | 1,31 | 1,01 | 2 282    |

### Mourão
| Partido                 | Partido                                         | Votos | %               | +/-  |
| ----------------------- | ----------------------------------------------- | ----- | --------------- | ---- |
|                         | Partido Socialista                              | 469   | 43,47 / 100,00  | 5,99 |
|                         | Partido Social Democrata                        | 280   | 25,95 / 100,00  | -    |
|                         | CDU - Coligação Democrática Unitária            | 115   | 10,66 / 100,00  | 0,17 |
|                         | Bloco de Esquerda                               | 54    | 5,00 / 100,00   | 1,05 |
|                         | CHEGA!                                          | 45    | 4,17 / 100,00   | Novo |
|                         | CDS – Partido Popular                           | 36    | 3,34 / 100,00   | -    |
|                         | Partido Comunista dos Trabalhadores Portugueses | 15    | 1,39 / 100,00   | 0,01 |
|                         | Pessoas–Animais–Natureza                        | 12    | 1,11 / 100,00   | 0,96 |
|                         | Outros (com menos de 1,00%)                     | 25    | 2,31 / 100,00   |      |
| Votos Inválidos         | Votos Inválidos                                 | 28    | 2,59 / 100,00   | 0,09 |
| Total                   | Total                                           | 1 079 | 100,00 / 100,00 |      |
| Eleitorado/Participação | Eleitorado/Participação                         | 2 167 | 49,79 / 100,00  | 7,17 |

| Freguesia | %     | %     | %     | %    | %    | %    | %    | %    | Votantes |
| Freguesia | PS    | PSD   | CDU   | BE   | CH   | CDS  | PCTP | PAN  | Votantes |
| --------- | ----- | ----- | ----- | ---- | ---- | ---- | ---- | ---- | -------- |
| Granja    | 47,88 | 16,10 | 11,02 | 6,78 | 7,02 | 4,24 | 2,97 | 0,42 | 236      |
| Luz       | 26,95 | 51,50 | 5,39  | 2,40 | 1,80 | 4,19 | 2,99 | 0    | 167      |
| Mourão    | 46,01 | 23,08 | 11,83 | 5,03 | 3,70 | 2,81 | 0,44 | 1,63 | 676      |
| Mourão    | 43,47 | 25,95 | 10,66 | 5,00 | 4,17 | 3,34 | 1,39 | 1,11 | 1 079    |

### Portel
| Partido                 | Partido                                         | Votos | %               | +/-  |
| ----------------------- | ----------------------------------------------- | ----- | --------------- | ---- |
|                         | Partido Socialista                              | 1 293 | 45,26 / 100,00  | 1,25 |
|                         | CDU - Coligação Democrática Unitária            | 875   | 30,63 / 100,00  | 0,26 |
|                         | Partido Social Democrata                        | 180   | 6,30 / 100,00   | -    |
|                         | Bloco de Esquerda                               | 176   | 6,16 / 100,00   | 0,30 |
|                         | CHEGA!                                          | 63    | 2,21 / 100,00   | Novo |
|                         | Partido Comunista dos Trabalhadores Portugueses | 52    | 1,82 / 100,00   | 0,17 |
|                         | Pessoas–Animais–Natureza                        | 39    | 1,37 / 100,00   | 1,04 |
|                         | CDS – Partido Popular                           | 36    | 1,26 / 100,00   | -    |
|                         | Outros (com menos de 1,00%)                     | 68    | 2,39 / 100,00   |      |
| Votos Inválidos         | Votos Inválidos                                 | 75    | 2,63 / 100,00   | 0,35 |
| Total                   | Total                                           | 2 857 | 100,00 / 100,00 |      |
| Eleitorado/Participação | Eleitorado/Participação                         | 5 164 | 55,33 / 100,00  | 5,47 |

| Freguesia                          | %     | %     | %    | %    | %    | %    | %    | %    | Votantes |
| Freguesia                          | PS    | CDU   | PSD  | BE   | CH   | PCTP | PAN  | CDS  | Votantes |
| ---------------------------------- | ----- | ----- | ---- | ---- | ---- | ---- | ---- | ---- | -------- |
| Amieira e Alqueva                  | 38,11 | 44,32 | 4,32 | 6,22 | 1,08 | 0,81 | 1,62 | 0,81 | 370      |
| Monte do Trigo                     | 41,38 | 40,23 | 6,13 | 3,83 | 1,92 | 1,34 | 0,57 | 0,77 | 522      |
| Portel                             | 43,90 | 27,59 | 8,15 | 6,18 | 2,97 | 2,22 | 1,57 | 1,89 | 1 214    |
| Santana                            | 57,69 | 19,71 | 4,81 | 6,73 | 0,96 | 0,96 | 0    | 0,96 | 208      |
| São Bartolomeu do Outeiro e Oriola | 53,44 | 20,11 | 4,50 | 9,26 | 2,12 | 2,91 | 1,85 | 0,79 | 378      |
| Vera Cruz                          | 49,09 | 29,70 | 3,64 | 5,45 | 1,82 | 1,21 | 2,42 | 0,61 | 165      |
| Portel                             | 45,26 | 30,63 | 6,30 | 6,16 | 2,21 | 1,82 | 1,37 | 1,26 | 2 857    |

### Redondo
| Partido                 | Partido                                         | Votos | %               | +/-  |
| ----------------------- | ----------------------------------------------- | ----- | --------------- | ---- |
|                         | Partido Socialista                              | 1 142 | 41,21 / 100,00  | 0,02 |
|                         | CDU - Coligação Democrática Unitária            | 498   | 17,97 / 100,00  | 0,45 |
|                         | Partido Social Democrata                        | 464   | 16,74 / 100,00  | -    |
|                         | Bloco de Esquerda                               | 258   | 9,31 / 100,00   | 0,18 |
|                         | CDS – Partido Popular                           | 99    | 3,57 / 100,00   | -    |
|                         | Pessoas–Animais–Natureza                        | 47    | 1,70 / 100,00   | 0,64 |
|                         | CHEGA!                                          | 46    | 1,66 / 100,00   | Novo |
|                         | Partido Comunista dos Trabalhadores Portugueses | 35    | 1,26 / 100,00   | 0,38 |
|                         | Outros (com menos de 1,00%)                     | 82    | 2,96 / 100,00   |      |
| Votos Inválidos         | Votos Inválidos                                 | 100   | 3,61 / 100,00   | 0,67 |
| Total                   | Total                                           | 2 771 | 100,00 / 100,00 |      |
| Eleitorado/Participação | Eleitorado/Participação                         | 5 648 | 49,06 / 100,00  | 6,67 |

| Freguesia | %     | %     | %     | %    | %    | %    | %    | %    | Votantes |
| Freguesia | PS    | CDU   | PSD   | BE   | CDS  | PAN  | CH   | PCTP | Votantes |
| --------- | ----- | ----- | ----- | ---- | ---- | ---- | ---- | ---- | -------- |
| Montoito  | 36,58 | 25,05 | 17,69 | 7,36 | 2,98 | 0,99 | 2,19 | 2,19 | 503      |
| Redondo   | 42,24 | 16,40 | 16,53 | 9,74 | 3,70 | 1,85 | 1,54 | 1,06 | 2 268    |
| Redondo   | 41,21 | 17,97 | 16,74 | 9,31 | 3,57 | 1,70 | 1,66 | 1,26 | 2 771    |

### Reguengos de Monsaraz
| Partido                 | Partido                                         | Votos | %               | +/-  |
| ----------------------- | ----------------------------------------------- | ----- | --------------- | ---- |
|                         | Partido Socialista                              | 1 883 | 45,28 / 100,00  | 1,89 |
|                         | Partido Social Democrata                        | 730   | 17,55 / 100,00  | -    |
|                         | CDU - Coligação Democrática Unitária            | 439   | 10,56 / 100,00  | 2,72 |
|                         | Bloco de Esquerda                               | 373   | 8,97 / 100,00   | 1,21 |
|                         | CHEGA!                                          | 133   | 3,20 / 100,00   | Novo |
|                         | CDS – Partido Popular                           | 128   | 3,08 / 100,00   | -    |
|                         | Pessoas–Animais–Natureza                        | 99    | 2,38 / 100,00   | 1,63 |
|                         | Partido Comunista dos Trabalhadores Portugueses | 45    | 1,08 / 100,00   | 0,61 |
|                         | Outros (com menos de 1,00%)                     | 149   | 3,59 / 100,00   |      |
| Votos Inválidos         | Votos Inválidos                                 | 180   | 4,33 / 100,00   | 1,06 |
| Total                   | Total                                           | 4 159 | 100,00 / 100,00 |      |
| Eleitorado/Participação | Eleitorado/Participação                         | 8 919 | 46,63 / 100,00  | 8,71 |

| Freguesia             | %     | %     | %     | %     | %    | %    | %    | %    | Votantes |
| Freguesia             | PS    | PSD   | CDU   | BE    | CH   | CDS  | PAN  | PCTP | Votantes |
| --------------------- | ----- | ----- | ----- | ----- | ---- | ---- | ---- | ---- | -------- |
| Campo e Campinho      | 55,29 | 9,31  | 15,15 | 6,20  | 2,37 | 1,28 | 1,46 | 0,36 | 548      |
| Corval                | 51,96 | 8,52  | 12,10 | 8,69  | 3,58 | 1,87 | 2,90 | 1,36 | 587      |
| Monsaraz              | 57,34 | 10,25 | 10,25 | 4,99  | 4,99 | 2,77 | 1,66 | 1,11 | 361      |
| Reguengos de Monsaraz | 40,11 | 22,23 | 9,31  | 10,14 | 3,04 | 3,76 | 2,55 | 1,16 | 2 663    |
| Reguengos de Monsaraz | 45,28 | 17,55 | 10,56 | 8,97  | 3,20 | 3,08 | 2,38 | 1,08 | 4 159    |

### Vendas Novas
| Partido                 | Partido                                         | Votos | %               | +/-  |
| ----------------------- | ----------------------------------------------- | ----- | --------------- | ---- |
|                         | Partido Socialista                              | 2 043 | 38,45 / 100,00  | 4,49 |
|                         | CDU - Coligação Democrática Unitária            | 1 044 | 19,65 / 100,00  | 4,82 |
|                         | Partido Social Democrata                        | 942   | 17,73 / 100,00  | -    |
|                         | Bloco de Esquerda                               | 386   | 7,27 / 100,00   | 1,09 |
|                         | CDS – Partido Popular                           | 156   | 2,94 / 100,00   | -    |
|                         | Pessoas–Animais–Natureza                        | 121   | 2,28 / 100,00   | 1,16 |
|                         | CHEGA!                                          | 113   | 2,13 / 100,00   | Novo |
|                         | Partido Comunista dos Trabalhadores Portugueses | 83    | 1,56 / 100,00   | 0,05 |
|                         | Outros (com menos de 1,00%)                     | 227   | 4,26 / 100,00   |      |
| Votos Inválidos         | Votos Inválidos                                 | 198   | 3,73 / 100,00   | 0,84 |
| Total                   | Total                                           | 5 313 | 100,00 / 100,00 |      |
| Eleitorado/Participação | Eleitorado/Participação                         | 9 983 | 53,22 / 100,00  | 4,48 |

| Freguesia    | %     | %     | %     | %    | %    | %    | %    | %    | Votantes |
| Freguesia    | PS    | CDU   | PSD   | BE   | CDS  | PAN  | CH   | PCTP | Votantes |
| ------------ | ----- | ----- | ----- | ---- | ---- | ---- | ---- | ---- | -------- |
| Landeira     | 41,39 | 24,68 | 15,94 | 6,17 | 1,03 | 1,29 | 0,77 | 2,31 | 389      |
| Vendas Novas | 38,22 | 19,25 | 17,87 | 7,35 | 3,09 | 2,36 | 2,23 | 1,50 | 4 924    |
| Vendas Novas | 38,45 | 19,65 | 17,73 | 7,27 | 2,94 | 2,28 | 2,13 | 1,56 | 5 313    |

### Viana do Alentejo
| Partido                 | Partido                                         | Votos | %               | +/-  |
| ----------------------- | ----------------------------------------------- | ----- | --------------- | ---- |
|                         | Partido Socialista                              | 893   | 36,66 / 100,00  | 0,05 |
|                         | CDU - Coligação Democrática Unitária            | 634   | 26,03 / 100,00  | 3,14 |
|                         | Partido Social Democrata                        | 304   | 12,48 / 100,00  | -    |
|                         | Bloco de Esquerda                               | 196   | 8,05 / 100,00   | 0,65 |
|                         | CDS – Partido Popular                           | 90    | 3,69 / 100,00   | -    |
|                         | CHEGA!                                          | 78    | 3,20 / 100,00   | Novo |
|                         | Partido Comunista dos Trabalhadores Portugueses | 49    | 2,01 / 100,00   | 0,06 |
|                         | Pessoas–Animais–Natureza                        | 40    | 1,64 / 100,00   | 1,03 |
|                         | Outros (com menos de 1,00%)                     | 74    | 3,04 / 100,00   |      |
| Votos Inválidos         | Votos Inválidos                                 | 78    | 3,21 / 100,00   | 1,08 |
| Total                   | Total                                           | 2 436 | 100,00 / 100,00 |      |
| Eleitorado/Participação | Eleitorado/Participação                         | 4 639 | 52,51 / 100,00  | 4,84 |

| Freguesia         | %     | %     | %     | %    | %    | %    | %    | %    | Votantes |
| Freguesia         | PS    | CDU   | PSD   | BE   | CDS  | CH   | PCTP | PAN  | Votantes |
| ----------------- | ----- | ----- | ----- | ---- | ---- | ---- | ---- | ---- | -------- |
| Aguiar            | 31,25 | 37,07 | 7,11  | 7,76 | 1,72 | 3,88 | 1,72 | 1,94 | 464      |
| Alcáçovas         | 34,03 | 26,34 | 15,15 | 6,99 | 5,71 | 2,10 | 1,86 | 1,52 | 858      |
| Viana do Alentejo | 40,93 | 21,18 | 12,66 | 8,98 | 2,96 | 3,77 | 2,24 | 1,62 | 1 114    |
| Viana do Alentejo | 36,66 | 26,03 | 12,48 | 8,05 | 3,69 | 3,20 | 2,01 | 1,64 | 2 436    |

### Vila Viçosa
| Partido                 | Partido                                         | Votos | %               | +/-  |
| ----------------------- | ----------------------------------------------- | ----- | --------------- | ---- |
|                         | Partido Socialista                              | 1 338 | 38,13 / 100,00  | 1,17 |
|                         | Partido Social Democrata                        | 681   | 19,41 / 100,00  | -    |
|                         | CDU - Coligação Democrática Unitária            | 591   | 16,84 / 100,00  | 0,79 |
|                         | Bloco de Esquerda                               | 319   | 9,09 / 100,00   | 0,93 |
|                         | CDS – Partido Popular                           | 105   | 2,99 / 100,00   | -    |
|                         | CHEGA!                                          | 75    | 2,14 / 100,00   | Novo |
|                         | Pessoas–Animais–Natureza                        | 49    | 1,40 / 100,00   | 0,97 |
|                         | Partido Comunista dos Trabalhadores Portugueses | 47    | 1,34 / 100,00   | 0,37 |
|                         | Nós, Cidadãos!                                  | 46    | 1,31 / 100,00   | 1,29 |
|                         | Outros (com menos de 1,00%)                     | 117   | 3,35 / 100,00   |      |
| Votos Inválidos         | Votos Inválidos                                 | 141   | 4,02 / 100,00   | 1,19 |
| Total                   | Total                                           | 3 509 | 100,00 / 100,00 |      |
| Eleitorado/Participação | Eleitorado/Participação                         | 6 798 | 51,62 / 100,00  | 6,43 |

| Freguesia                          | %     | %     | %     | %     | %    | %    | %    | %    | %    | Votantes |
| Freguesia                          | PS    | PSD   | CDU   | BE    | CDS  | CH   | PAN  | PCTP | NC!  | Votantes |
| ---------------------------------- | ----- | ----- | ----- | ----- | ---- | ---- | ---- | ---- | ---- | -------- |
| Bencatel                           | 38,91 | 10,23 | 31,87 | 7,44  | 1,46 | 1,46 | 0,66 | 2,39 | 0,80 | 753      |
| Ciladas                            | 55,88 | 10,43 | 10,70 | 10,96 | 2,41 | 1,60 | 0,80 | 0,80 | 0,53 | 374      |
| N.S. da Conceição e São Bartolomeu | 33,63 | 25,01 | 13,32 | 9,27  | 3,54 | 2,52 | 1,68 | 1,07 | 1,54 | 2 147    |
| Pardais                            | 48,51 | 11,91 | 10,64 | 9,79  | 3,83 | 1,70 | 2,13 | 1,28 | 2,13 | 235      |
| Vila Viçosa                        | 38,13 | 19,41 | 16,84 | 9,09  | 2,99 | 2,14 | 1,40 | 1,34 | 1,31 | 3 509    |